# Lasioglossum simlaense
Lasioglossum simlaense là một loài Hymenoptera trong họ Halictidae. Loài này được Cameron mô tả khoa học năm 1909.